# Merrick Butte
Il Merrick Butte è un poggio situato nella Monument Valley e fa parte del Monument Valley Navajo Tribal Park della Monument Valley, simile ai suoi vicini Mitten Buttes occidentali e orientali situati poco più a nord.
Il poggio prende nome dal minatore d'argento Jack Merrick, ucciso dai nativi americani nel 1880.